# Eva Ziggy Berglund

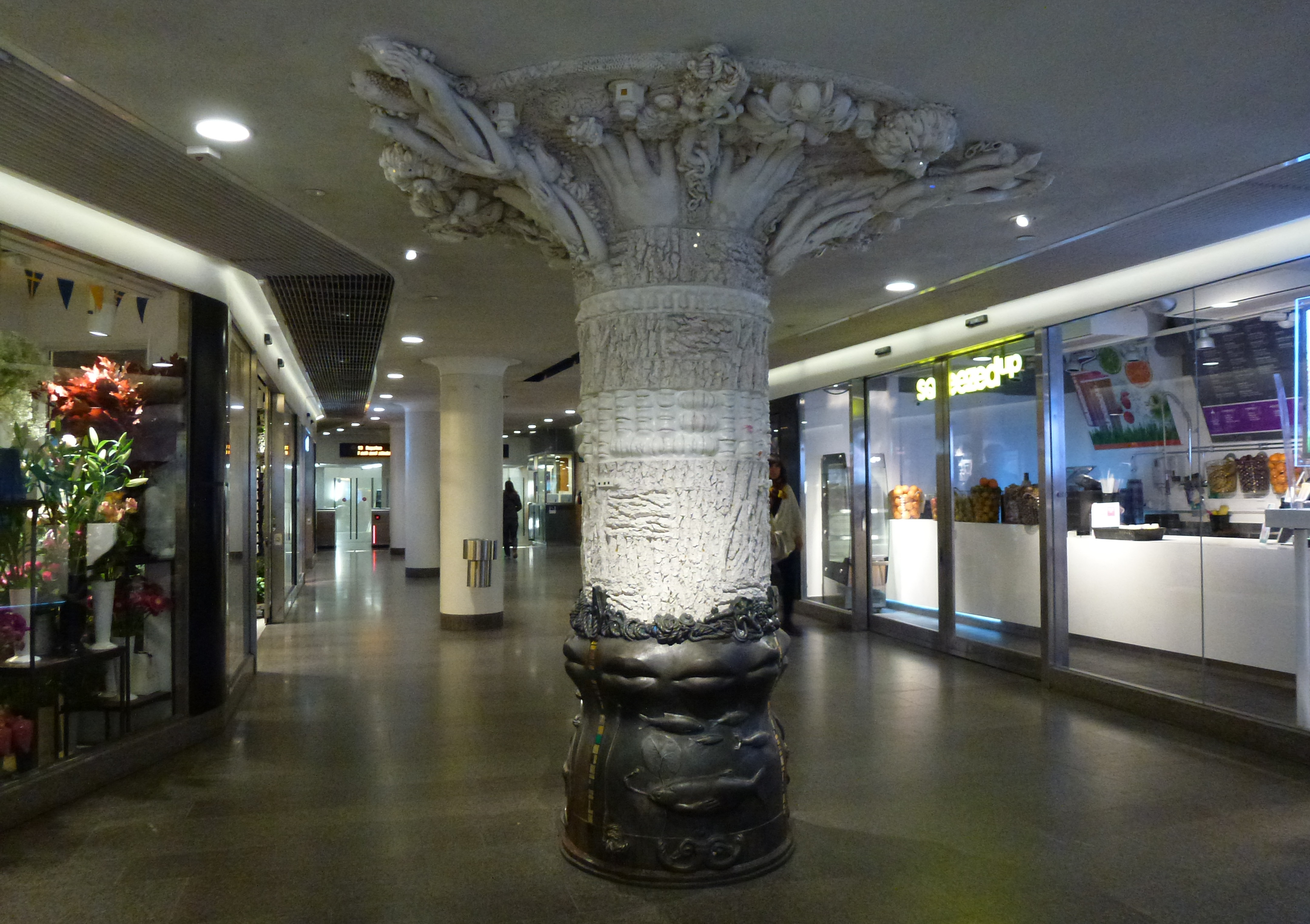
I minnet gjutet

Eva Ziggy Berglund, född 17 juni 1962, är en svensk skulptör. 
Eva Ziggy Berglund är uppvuxen i Stockholm. Hon studerade vid Konstskolan i Stockholm 1983, på Konstfack med skulpturinriktning 1986-91 samt vid  Grundskolan för konstnärlig utbildning i Stockholm 1994. Hon utför porträttlika och fantasifulla figurer i olika material, som betong, plast, brons, järn  och sten, men även i förgängliga material som is och snö. Hon har gjort utsmyckningar i simhallar (exempel Västertorps och Högdalens simhall) samt ornamentik-rekonstruktioner (exempel Millesgården, Drottningholms slott och Mälsåkers slott), vidare isskulpturer i Berzeli park (2001) och skulpturer och teckningar för Sveriges television samt John Bauertroll i Junibackens foajé (2009). Eva Ziggy Berglund har även haft utställningar  i Överammers skulpturpark (2005) och på Enköpings åpromenaden (2007).
År 2012 kom hennes surrealistiska pelarskulptur I minnet gjutet på plats i tunnelbaneplanet på station Hornstull på Södermalm i Stockholm. Skulpturen består av hundratals avtryck av vardagliga ting. Den övre, ljusa delen består av acrystal och den mörka nedre delen är tillverkad av gjutjärn. Mest iögonfallande är avgjutningar från människor, som händer, hundra olika munnar och näsor. Konstverket skall återspegla livet och historien kring Hornstull.